# Millotagrion inaequistigma
Millotagrion inaequistigma är en trollsländeart som beskrevs av Fraser 1953. Millotagrion inaequistigma ingår i släktet Millotagrion och familjen dammflicksländor. Inga underarter finns listade i Catalogue of Life.